# آزمایشگاه ملی آرگون
آزمایشگاه ملی آرگون (به انگلیسی: Argonne National Laboratory) مشهور به (ANL) یک مرکز علمی فدرال در ایالت ایلینوی آمریکا است.
چشمه فوتون پیشرفته قسمتی از این آزمایشگاه است.